# Lucie Ondraschková
Lucie Ondraschková (* 12. října 1989, Opava) je česká atletka, vícebojařka.
Je to držitelka celkem devíti titulů mistryně České republiky [zdroj?]. S atletikou začala v roce 1999, kdy nastoupila na sportovní ZŠ Englišovu, od té doby také závodí za Sokol Opava. Zprvu se soustředila na skok daleký, když pak ke konci studia na ZŠ přišlo období stagnace výkonnostního růstu na této disciplíně, více se zaměřila na sedmiboj. Nyní se mu plně věnuje – trénuje v Ostravě – již přes dva roky. Mezi její stěžejní disciplíny patří: skok daleký, Skok do výšky a běh na 800 metrů.

## Úspěchy
| Rok  | Závod                      | Místo               | Umístění | Výkon  |
| ---- | -------------------------- | ------------------- | -------- | ------ |
| 2006 | Světová gymnaziáda         | Soluň, Řecko        | 3.       |        |
| 2007 | Mistrovství Evropy juniorů | Hengelo, Nizozemsko | 15.      | 575 cm |
| 2008 | Mistrovství světa juniorů  | Bydhošť, Polsko     | 17.      | 5 165  |